# Бухагьяр, Трент
Трент Бухагьяр (англ. Trent Anthony Buhagiar; 27 февраля 1998, Госфорд, Новый Южный Уэльс, Австралия) — австралийский футболист, полузащитник клуба «Брешиа».

## Клубная карьера
Бухагьяр — воспитанник клуба «Сентрал Кост Маринерс». 16 января 2016 года в матче против «Аделаида Юнайтед» он дебютировал в A-Лиге. 28 декабря в поединке против «Мельбурн Виктори» Трент забил свой первый гол за «Сентрал Кост Маринерс». В 2018 году Бухагьяр перешёл в «Сидней». 1 ноября 2019 года в матче против «Ньюкасл Юнайтед Джетс» он дебютировал за новую команду. 7 декабря в поединке против «Брисбен Роар» Трент забил свой первый гол за «Сидней».

## Карьера в сборной
Выступал за молодежную сборную Австралии. Наличие мальтийских корней помогли футболисту со временем получить гражданство этой страны. За ее национальную сборную он дебютировал в октябре 2024 года.

## Достижения
Командные
 «Сидней»
- Победитель A-Лиги — 2019/2020